# جون ورونو
جون ورونو (باليابانية: 宇留野 純) (23 أكتوبر 1979 في تسوروغاشيما في اليابان – )؛ هو لاعب كرة قدم ياباني سابق كان يلعب كمهاجم.

## وصلات خارجية
- جون ورونو على موقع رابطة كرة القدم اليابانية للمحترفين (اليابانية)
- جون ورونو على موقع قاعدة بيانات كرة القدم.إي يو (الإنجليزية)
- جون ورونو على موقع Soccerway.com (الإنجليزية)
- جون ورونو على موقع عالم كرة القدم.نت (الإنجليزية)